# Кириад
Кириад (полная форма имени неизвестна) — римский император-узурпатор в 255 году. 
Первый из Тридцати тиранов, описанных у Требеллия Поллиона, Кириад (Мареад?) был членом городского совета Антиохии. После похищения огромной суммы денег, он бежал к персидскому царю Шапуру, которого подговорил начать войну против римлян. В 255 году персы вторгнулись в Сирию и захватили Антиохию. Там Кириаду дали титул Цезаря, а затем Августа. После возвращения римлян в Сирию Кириад был убит своими приближенными. 
В трудах Аммиана Марцеллина есть упоминания о неком Мареаде, который по своим действиям похож на Кириада. Эдуард Гиббон утверждает, что узурпация Кириада произошла вероятно после пленения Валериана.